# آدانا کباب
آدانا کباب (انگلیسی: Adana kebabı) (محاوره‌ای: قیما کباب) یک کباب دراز لول شده با گوشت چرخ‌کرده دستی است، که بر سیخ‌های آهنی پهن قرار داده می‌شود و بر یک منقل سرباز، پر از زغال چوب سوزان، کباب می‌شود. این کباب به نام آدانا پنجمین شهر بزرگ ترکیه نام‌گذاری شده و در اصل به عنوان «قیما کباب» یا قیما، در آدانا-مرسین در جنوب شرقی ترکیه، نامگذاری شده‌است.